# Льєндуп Дорджі
Дашо Льєндуп Дорджі (англ. Dasho Lhendup Dorji, 6 жовтня 1935 — 15 квітня 2007) — член впливової бутанської родини Дорджі. Виконував обов'язки прем'єр-міністра після убивства його брата Джігме Дорджі 5 квітня 1964 року. 1965 його та членів його родини було заслано.

## Біографія
Льєндуп Дорджі народився 6 жовтня 1935 року в родині Гонгзім Раджі Сонама Тобгая Дорджі й Рані Чуні Вангмо в Калімпонґу. Він був першим бутанцем, який навчався у США, де 1959 року закінчив Корнелльський університет. Льєндуп Дорджі займався спортом, зокрема боксом, гольфом і тенісом. Повернувся зі Сполучених Штатів до Бутану та зайнявся вимірюванням землі. Він провів кілька місяців, подорожуючи Бутаном та вимірюючи вручну місцевість за допомогою доступних вимірювальних систем. Пізніше став головним поштмейстером, заступником і генеральним секретарем міністерства розвитку країни.
Племінник Льєндупа Дорджі, Джігме Сінг'є Вангчук, у подальшому став Четвертим королем Бутану. 15 квітня 2007 року Льєндуп Дорджі помер від раку.